# Alexander Bugera
Alexander Bugera (* 8. August 1978 in Amberg) ist ein ehemaliger deutscher Fußballspieler und gegenwärtiger -trainer.

## Karriere

### Vereine
Über die Jugendvereine SV Inter Bergsteig Amberg und 1. FC Amberg gelangte Alexander Bugera zu den C-Junioren des FC Bayern München. Mit Erhalt eines Lizenzspieler-Vertrages war er 1997 für den Profi-Kader spielberechtigt und gab in der Saison 1997/98 am 4. April 1998 (29. Spieltag) – in der 87. Minute für Mehmet Scholl eingewechselt – sein Bundesliga-Debüt, als der FC Bayern München bei Werder Bremen mit 3:0 gewann. In der Folgesaison kam er am 16. und 19. Dezember 1998 bei Borussia Mönchengladbach und gegen den VfL Wolfsburg zum Einsatz. Hauptsächlich spielte er jedoch für die Amateure des Vereins in der Regionalliga Süd. Aufgrund fehlender Perspektive – ob des starken Profikaders – wechselte er zu Jahresbeginn 1999 zum MSV Duisburg, für den er am 20. Februar 1999 bei der 0:3-Heimniederlage gegen den FC Bayern München sein erstes Spiel bestritt.
Nach zwei Spielzeiten, in denen er zwei Tore in 25 Spielen erzielte, wechselte Bugera zur SpVgg Unterhaching, die er nach vier Toren in 32 Spielen verließ. Er kehrte zunächst zum FC Bayern München zurück und bestritt zwölf Regionalligaspiele für die zweite Mannschaft.
Bis dahin im Angriff eingesetzt, spielte er von 2003 bis 2007 (darunter 2005 und 2007 der Aufstieg in die und 2006 der Abstieg aus der Bundesliga) erneut für den MSV Duisburg (zunächst im Mittelfeld, später als linker Außenverteidiger). In dieser Zeit bestritt er 123 Spiele (in seiner letzten Saison alle 34) und erzielte 13 Tore.
Zur Saison 2007/08 wechselte Bugera zum Zweitligisten 1. FC Kaiserslautern, bei dem er zunächst einen Vertrag bis 2010 unterschrieb. Im ersten Jahr bei den Pfälzern absolvierte er – einer Verletzung wegen – nur elf Spiele; in der Folgesaison standen 21 Einsätzen zu Buche. Zudem spielte er auch fünfmal für die zweite Mannschaft in der viertklassigen Regionalliga West. In der Winterpause der Saison 2009/10 verlängerte er seinen Vertrag beim 1. FC Kaiserslautern bis 2012 mit einer Option auf ein weiteres Jahr und spielte ab der Saison 2010/11 – dank des Aufstiegs – wieder in der Bundesliga. Im Aufstiegsjahr als linker Verteidiger gesetzt, wurde zur Saison 2010/11 mit Leon Jessen ein Konkurrent auf dieser Position verpflichtet, der ihn spätestens in der Rückrunde verdrängte. In der Saison 2011/12 hatte Bugera wieder mehr Einsatzzeiten zu verzeichnen, die Spielzeit endete allerdings mit dem Abstieg in die 2. Bundesliga. Sein auslaufender Vertrag wurde indes per Option um ein Jahr verlängert.
Nach der Saison 2012/2013 verlängerte Bugera seinen auslaufenden Vertrag nochmals um zwei Jahre, um als „Back-up“ für die Lizenzspielermannschaft zur Verfügung zu stehen sowie um Verantwortung als Führungsspieler für die zweite Mannschaft zu übernehmen. Parallel absolvierte er die Trainerausbildung des DFB und übernahm die Aufgabe des Techniktrainers im Nachwuchszentrum des 1. FC Kaiserslautern. Im Sommer 2015 beendete er seine aktive Karriere. Ab April 2016 trainierte Bugera die U-17 Mannschaft des 1. FC Kaiserslautern. Zur Saison 2017/18 übernahm er als Trainer die U-19-Mannschaft des FCK. Am 20. September 2017 wurde er zum Co-Trainer der Profimannschaft berufen, zunächst mit Interimstrainer Manfred Paula und seit 27. September unter dem neu verpflichteten Cheftrainer Jeff Strasser. Bedingt durch Strassers Krankheit und der hieraus resultierenden Verpflichtung von Michael Frontzeck arbeitete Bugera auch als dessen Co-Trainer sowie als Co-Trainer von Frontzecks Nachfolger Sascha Hildmann. Nach der Entlassung von Sascha Hildmann und der Verpflichtung von Boris Schommers am 19. September 2019 als dessen Nachfolger wurde Bugera durch Kevin McKenna ersetzt. Zu Beginn der Saison 2020/21 übernahm Bugera das Traineramt der in der Oberliga Rheinland-Pfalz/Saar spielenden U-21 des 1. FC Kaiserslautern. Nach einer Saison tauschte er mit Oliver Schäfer die Funktion und wurde Trainer der U-19-Mannschaft.

### Nationalmannschaft
Bugera nahm vom 3. bis 20. August 1995 an der U-17-Weltmeisterschaft in Ecuador teil, kam in der Gruppe D in drei Spielen zum Einsatz und schied mit der Mannschaft als Gruppendritter aus dem Turnier.
Für die U-21-Nationalmannschaft spielte er sechsmal. Bei seinem Debüt am 17. November 1998 in Aachen beim 2:2-Unentschieden gegen die Niederlande erzielte er auch sein erstes Tor; sein zweites (in seinem zweiten Spiel) war der Siegtreffer am 6. Februar 1999 in Jacksonville beim 1:0 über die U-23-Auswahl der Vereinigten Staaten. Es folgten Einsätze gegen Nordirland (0:1 am 26. März; in Belfast), Schottland (2:1 am 27. April; in Meppen), Moldawien (2:0 am 3. Juni; in Wuppertal) und Finnland (1:3 am 3. September; in Lahti).

## Erfolge
- DFB-Pokal-Sieger 1998
- Ligapokal-Sieger 1997, 1998
- Meister der 2. Bundesliga 2010 und Aufstieg in die Bundesliga